# Anny Schilder
Anny Schilder (Volendam, 14 februari 1959) is een voormalige Nederlandse zangeres die beroemd werd van BZN en een grote bijdrage leverde aan het succes van de band. De laatste jaren was ze vooral bekend als helft van het duo Jan en Anny en van het programma Ranking the Stars, als kandidaat.

## Biografie

### BZN-zangeres

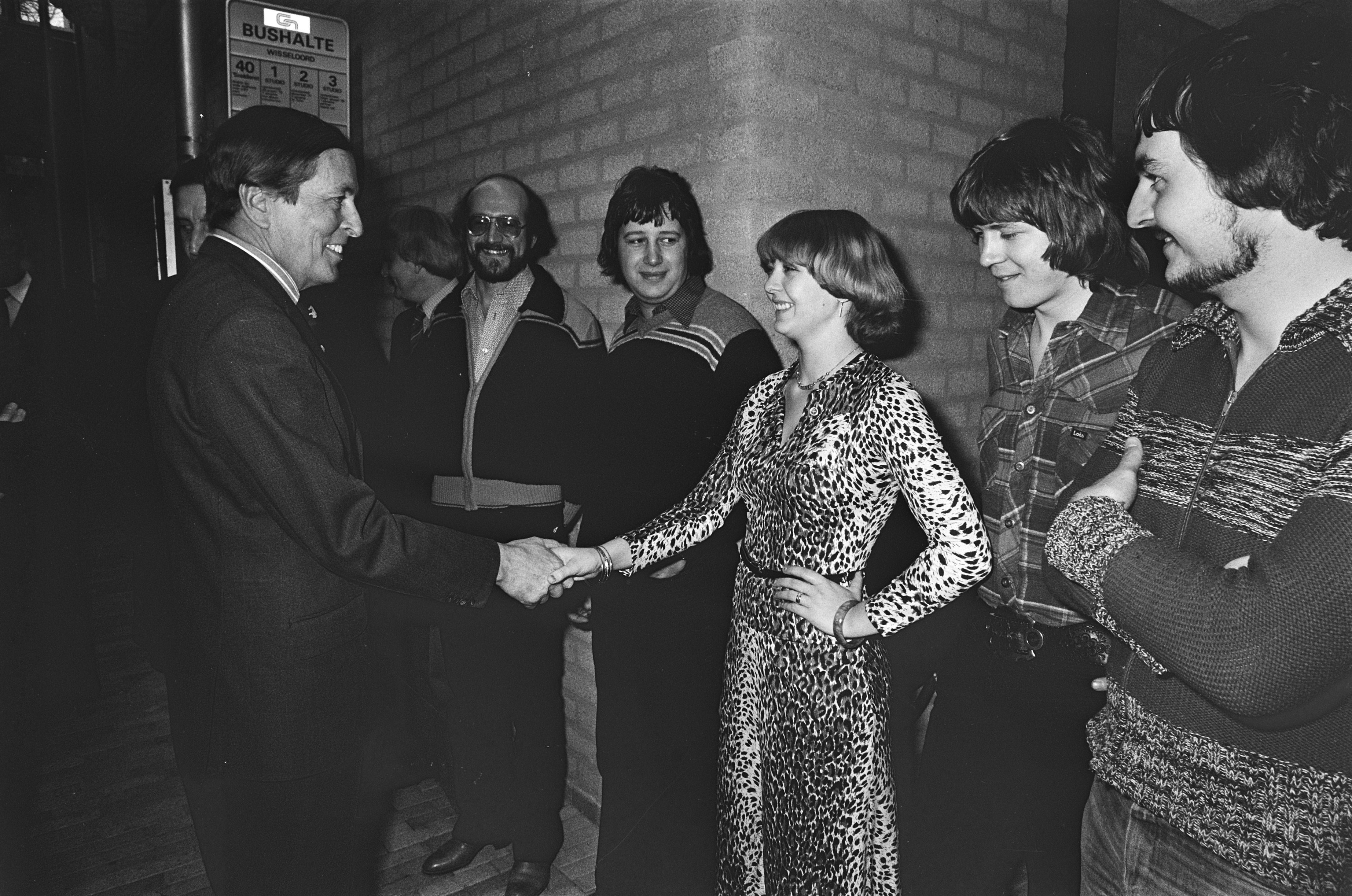
Prins Claus feliciteert Schilder & BZN (1978)

Jack Veerman (drummer van BZN) herinnerde zich Anny als het meisje achter de viskraam dat goed kon zingen. Na een kleine auditie bleek dat zij niet durfde, maar na lang aanhouden praatte Veerman haar om.
Sindsdien was zij van 1976 tot 1984 samen met Jan Keizer het gezicht van de popgroep BZN. De eerste single van BZN met Jan en Anny was Mon amour en dat werd meteen een grote hit. Daarna was de trein van succes niet meer te stoppen. Een lange reeks van top 10-hits zou volgen.
In 1984 verliet ze de band. De reden was om meer tijd aan haar gezin te besteden. Jaren later zou Anny bekendmaken dat het vele optreden haar veel te veel werd. Ze zag nog nauwelijks haar dochtertje, die haar zus op een gegeven moment mama noemde.

### Solo

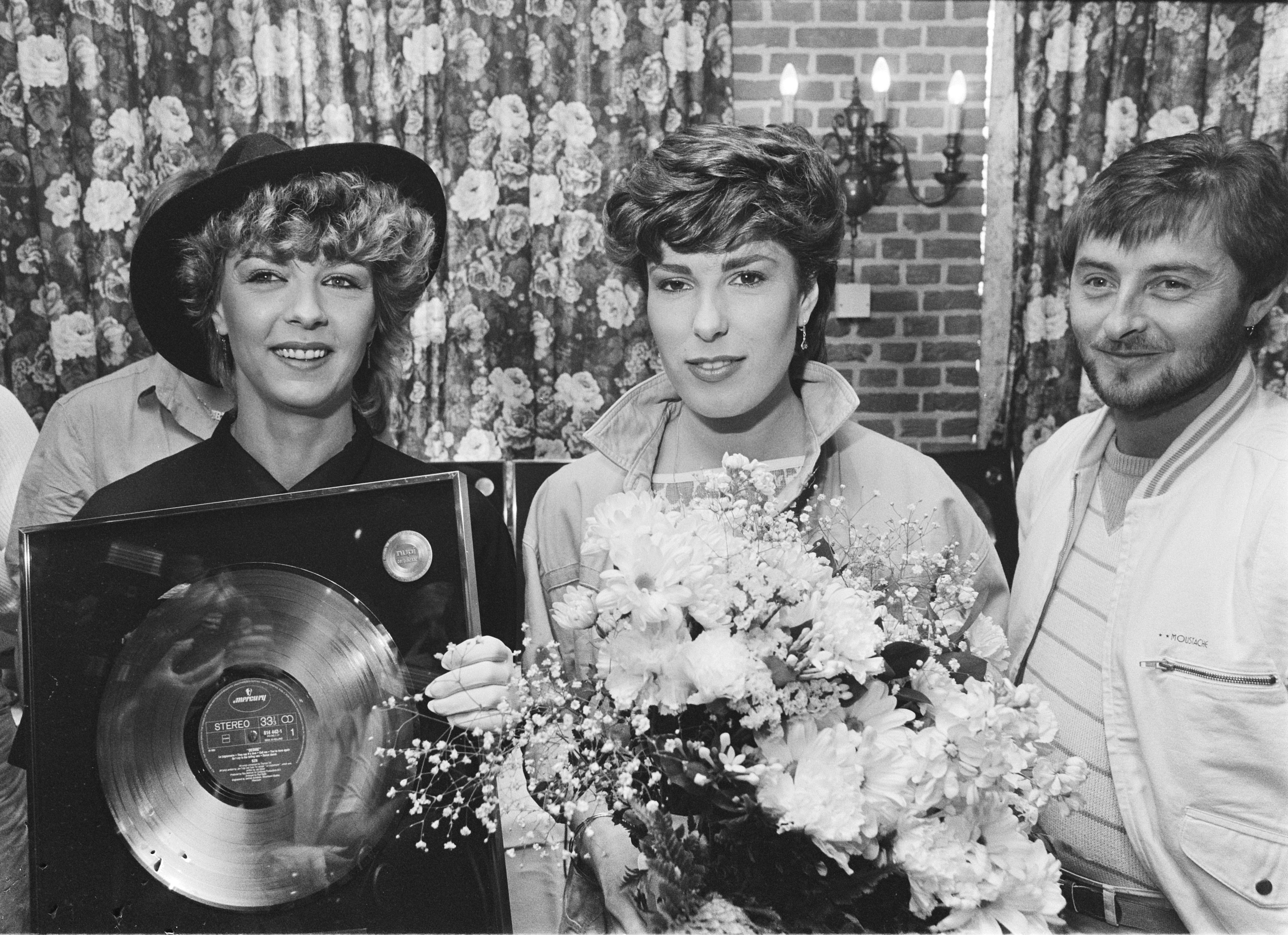
Schilder, Smit en Keizer (1984)

Schilder verliet BZN in 1984, waarna ze een redelijk succesvolle solocarrière kende, ook al was het succes niet te vergelijken met dat met BZN. In BZN werd zij opgevolgd door Carola Smit.
Na haar scheiding van Joep in 1986 verloor ze al haar verdiende geld. Joep had haar alles afhandig gemaakt.
In december 1984 kwam haar eerste single uit zonder BZN, de Nederlandstalige kersthit Eeuwige kerst. Dit nummer is geschreven door Henk Temming en ingezongen door Schilder en het kinderkoor Kinderen voor Kinderen. Zij werden instrumentaal begeleid door Het Goede Doel en vocaal door het Amsterdams gemengde koor De Stem des Volks.
In de jaren erna verschenen verschillende singles en albums. Haar grootste solohits waren Love is... (1985), Adieu Cherie (1988) en haar top 10-hit You are my hero (1989). Het bestverkochte album van Schilder was You are my hero uit 1989, dat net niet de gouden status bereikte (47.000 exemplaren).

### Carrièrestop
Na 1997 verscheen er lange tijd geen nieuw materiaal meer van de zangeres. Ondertussen kwam Schilder in contact met een Spaanse discotheekeigenaar. In 2004 verliet Anny zelfs (haar) Volendam en vestigde zich met de kinderen in Spanje. Schilder trad nog maar sporadisch op, alleen met de BZN'66-reünieband. In 2006 keerde ze echter terug naar Nederland, met haar kinderen. Kort daarna startte ze weer actief haar zangcarrière.

### BZN'66-zangeres
Vanaf 2000 was Schilder actief in BZN '66, een reünieband van oud-BZN-leden. De band speelde overwegend titels uit de beginperiode van BZN, waarin beat- en rockmuziek de boventoon voerden.

### Boek
Op 21 maart 2007 presenteerde zij haar autobiografie Anny en ik. Hierin vertelt ze openhartig over onder andere haar scheiding van Joep in 1986 en haar post-partumdepressie. In de eerste drie maanden werden er al 10.000 stuks van dit boek verkocht. Ook kwam er een nieuw album uit met dezelfde titel. Op het album staan meerdere BZN-hits, evenals covers van andere artiesten, waaronder het ABBA-nummer The Way Old Friends Do ('zoals vrienden doen'). Dit nummer zingt ze samen met haar dochter Anja. Het lied Rockin' the trolls werd hiervan op single uitgebracht. Dit nummer zingt Schilder met oud-BZN-lid Jan Veerman.

### Nummer 1-hit Zuid-Afrika
Haar eerste succes in jaren kwam in 2007. Schilder nam een duet op met de Zuid-Afrikaanse zanger Gerrie Pretorius, getiteld First kiss goodnight. In Zuid-Afrika werd dit een nummer 1-hit en behaalde het zelfs platina. In september 2007 werd de single ook in Nederland uitgebracht, maar het werd geen hit.

### Schilder en José Hoebee
Op 18 mei 2009 verscheen er een nieuwe single: Be My Baby. Dit is een duet met Luv'-zangeres José Hoebee. Schilder en Hoebee lieten een stukje van de clip zien in het RTL 4-programma Life & Cooking. In België werd dit een kleine hit. Anny en Jose traden steeds op als gelegenheidsduo.

### Schilder en Jan Keizer
Schilder trad na 25 jaar weer op met Jan Keizer. Samen brachten zij Mon amour ten gehore ter gelegenheid van de 80ste verjaardag van Mies Bouwman. Dit werd door de AVRO uitgezonden op 30 december 2009.
De reacties in de zaal waren zo positief dat het duo besloot vaker op te treden.
Op 16 februari 2010 maakte het management van Schilder en Keizer bekend dat zij samen een album en single zouden opnemen. Ook zou er een muziekspecial gemaakt worden. Twee clips werden opgenomen op Ibiza. Op 2 juli 2010 verscheen de single Take me to Ibiza van Jan en Anny. De single behaalde een derde plek, waarmee het de succesvolste single werd uit de BZN-familie in meer dan tien jaar. Op 10 september 2010 kwam het album Together again uit. Het eerste exemplaar werd overhandigd door Mies Bouwman. Een paar minuten later overhandigde Meneer Wijdbeens al een gouden plaat. In het najaar van 2010 verscheen de single C’est La Vie als de opvolger van de zomerhit Take Me to Ibiza die in juli in de top 5 van de Single Top 100 stond. In 2011 kwam de single Amor amor amor uit. Op 28 oktober 2012 traden zij op in het Roemeense theater Sala Palatului voor zevenduizend fans in Boekarest, voorafgaand aan een nieuwe theatertournee in Nederland. Op 24 september 2018 verscheen het bericht dat het duo eind 2019 voor het laatst op de planken zou staan. Op 26 december 2019 en 5 januari 2020 zond Omroep Max een tweedelig afscheidsconcert uit, opgenomen in de Jaarbeurs in Utrecht.

## Privé
Schilder heeft een dochter uit haar eerste huwelijk en een zoon uit een latere relatie. In 2014 werd bij haar borstkanker geconstateerd in een vroeg stadium.

## Discografie
Zie ook Discografie van BZN.

### Albums
| Album met eventuele hitnotering(en) in de Nederlandse Album Top 100 | Datum van verschijnen | Datum van binnenkomst | Hoogste positie | Aantal weken | Opmerkingen               |
| ------------------------------------------------------------------- | --------------------- | --------------------- | --------------- | ------------ | ------------------------- |
| Here I am                                                           | 1985                  | 20-04-1985            | 21              | 9            |                           |
| Anny Schilder                                                       | 11-1988               | 03-12-1988            | 30              | 14           |                           |
| You are my hero                                                     | 11-1989               | 09-12-1989            | 34              | 11           |                           |
| All of me                                                           | 12-1990               | -                     |                 |              |                           |
| The Best of Anny Schilder                                           | 1991                  | -                     |                 |              | Verzamelalbum             |
| This is Anny Schilder                                               | 12-1991               | 04-01-1992            | 65              | 5            |                           |
| Spiegel                                                             | 10-1993               | 06-11-1993            | 63              | 6            |                           |
| High noon                                                           | 03-1995               | 01-04-1995            | 38              | 12           |                           |
| Sentimientos                                                        | 07-1997               | -                     |                 |              |                           |
| De 28 Grootste Successen                                            | 1998                  | -                     |                 |              | Verzamelalbum             |
| Hollands Glorie'                                                    | 17-11-2003            | -                     |                 |              | Verzamelalbum             |
| Anny en ik                                                          | 03-2007               | 21-03-2007            | 90              | 2            |                           |
| Together again                                                      | 10-09-2010            | 18-09-2010            | 5               | 17           | met Jan Keizer / Goud     |
| The Two of Us                                                       | 14-02-2013            | 23-02-2013            | 11              | 1*           | met Jan Keizer            |
| Unforgettable Duets                                                 | 10-10-2014            |                       |                 |              | met Jan Keizer            |
| Greatest Hits                                                       | 10-11-2017            |                       |                 |              | met Jan Keizer (CD & DVD) |
| Favorieten Express                                                  | 22-02-2019            |                       |                 |              | Verzamelalbum             |
| Grande Finale                                                       | 18-10-2019            |                       |                 |              | met Jan Keizer (CD & DVD) |

### Singles
| Single met eventuele hitnotering(en) in de Nederlandse Top 40 | Datum van verschijnen | Datum van binnenkomst | Hoogste positie | Aantal weken | Opmerkingen                                                                            |
| ------------------------------------------------------------- | --------------------- | --------------------- | --------------- | ------------ | -------------------------------------------------------------------------------------- |
| Eeuwige kerst                                                 | 1984                  | 15-12-1984            | 12              | 5            | met Het Goede Doel, Kinderen voor Kinderen en Stem des Volks / #5 in de Single Top 100 |
| Love is...                                                    | 1985                  | 23-02-1985            | 28              | 4            | #20 in de Single Top 100                                                               |
| Mama's dinky darling                                          | 1985                  | 31-08-1985            | tip10           | -            | #48 in de Single Top 100                                                               |
| Mandola mandoline                                             | 1986                  | 22-03-1986            | tip16           | -            |                                                                                        |
| Adieu cherie                                                  | 1988                  | 05-11-1988            | 19              | 5            | #15 in de Single Top 100                                                               |
| Happy Xmas (War is over) / Gelukkig kerstfeest                | 1988                  | 10-12-1988            | 35              | 3            | Artiesten voor het Ronald McDonaldhuis / #15 in de Single Top 100                      |
| Goodbye farewell                                              | 1989                  | 14-01-1989            | tip11           | -            | #46 in de Single Top 100                                                               |
| You are my hero                                               | 1989                  | 28-10-1989            | 9               | 7            | #7 in de Single Top 100 / Alarmschijf                                                  |
| Le soleil                                                     | 1990                  | 13-01-1990            | tip12           | -            | #47 in de Single Top 100                                                               |
| De eerste keer                                                | 1990                  | 08-09-1990            | tip8            | -            | met Dave / #40 in de Single Top 100                                                    |
| Samen leven                                                   | 12-1990               | -                     |                 |              | Artiesten voor Droezba / #62 in de Single Top 100                                      |
| Love is all I wanna give                                      | 1991                  | 21-12-1991            | tip11           | -            | #42 in de Single Top 100                                                               |
| Working girl                                                  | 1992                  | 25-04-1992            | tip3            | -            | #42 in de Single Top 100                                                               |
| When you walk in the room                                     | 1993                  | 24-07-1993            | tip4            | -            | met Piet Veerman / #32 in de Single Top 100                                            |
| Er is één ding dat altijd blijft                              | 1993                  | 09-10-1993            | tip8            | -            | #38 in de Single Top 100                                                               |
| Mon amour                                                     | 05-1995               | -                     |                 |              | met Demis Roussos                                                                      |
| A perfect day                                                 | 11-1996               | -                     |                 |              | met Roger Whittaker                                                                    |
| Toen kwam jij                                                 | 14-10-2006            | -                     |                 |              | met John de Bever / #80 in de Single Top 100                                           |
| Rockin' the trolls                                            | 04-2007               | -                     |                 |              | met Jan Veerman                                                                        |
| The first kiss goodnight                                      | 09-2007               | -                     |                 |              | met Gerrie Pretorius                                                                   |
| Be my baby                                                    | 18-05-2009            | -                     |                 |              | met José Hoebee als Anny & José / #92 in de Single Top 100                             |
| Take me to Ibiza...                                           | 02-07-2010            | -                     |                 |              | met Jan Keizer / #3 in de Single Top 100                                               |
| C'est la vie                                                  | 27-11-2010            | -                     |                 |              | met Jan Keizer                                                                         |
| Amor amor                                                     | 06-05-2011            | *                     | *               | *            | met Jan Keizer                                                                         |
| Afraid to fall in love again                                  | 11-01-2013            | *                     | *               | *            | met Jan Keizer                                                                         |
| Felicita                                                      | 12-09-2014            |                       |                 |              | met Jan Keizer                                                                         |
| I love the summertime                                         | 26-06-2015            |                       |                 |              | met Jan Keizer                                                                         |
| Mon amour je t'aime                                           | 12-11-2016            |                       |                 |              | met Jan Keizer                                                                         |
| Don't try to change me                                        | 17-06-2017            |                       |                 |              | met Jan Keizer                                                                         |
| Chanson d'amour                                               | 10-11-2017            | -                     |                 |              | met Jan Keizer                                                                         |
| The time of my life                                           | 2019                  | -                     |                 |              | met Jan Keizer                                                                         |

## Trivia
- Het album Anny Schilder werd ook in Zuid-Afrika uitgegeven.
- Het album This is Anny Schilder werd ook in in Zuid-Afrika en Duitsland uitgegeven.
- De albums This is Anny Schilder en Anny en ik werden geproduceerd door Cees Tol en Thomas Tol.
- Op het album Spiegel schreef Anny zelf enkele nummers.
- Het album High noon bestaat uit bekende country-nummers.
- De singles Le soleil, Love is all I wanna give, Gladly belong to you, Working girl en If you go werden door Cees Tol en Thomas Tol geschreven.
- Gladly belong to you was alleen een single in Duitsland.
- The first kiss goodnight was een duet met Gerrie Pretorius en kwam tot nummer 1 in Zuid-Afrika en werd daar platina.
- Anny Schilder is de eerste Nederlandse zangeres die op een cd te horen was. Dit was op de cd The best of BZN, die in 1982 werd uitgebracht. Tevens was ze de eerste Nederlandse solozangeres die op cd was te horen. Dit was op de cd Here I Am uit 1985.
- Het achternichtje van Schilder, Linda Schilder is de zangeres van de band Mon Amour.
- Tineke Schouten persifleerde Schilder tijdens de show 10 X Tien.
- Haar single ‘’Le Soleil’’ werd in 2005 door een plaatsgenoot gecoverd. Jan Smit scoorde er toen wel een hit mee, met een Nederlandse tekst: Als de nacht verdwijnt. Jan Smit bracht het nummer ook in het Duits uit met de titel Und Die Sonne Lacht.
- Schilder was van 2010 tot 2019 te zien als panellid in het programma Ranking the Stars
- Ook was ze te zien in De TV Kantine van Carlo Boszhard en Irene Moors.
- Het album Together again van Jan Keizer & Anny Schilder wordt ook uitgebracht in Zuid-Afrika. Speciaal voor deze uitgave worden een aantal nummers van dit album in het Afrikaans opgenomen.
- In 2018 was Schilder te zien als Sinterklaas in het programma van Paul de Leeuw genaamd Sint & Paul pakken uit!.